# Акустические измерения
Акустические измерения — измерения основных акустических величин: скорости, интенсивности (силы), высоты, тембра и давления звука.
Скорость звука измеряют несколькими методами (в зависимости от среды). В твердых телах скорость звука определяется по формуле
{\displaystyle v={\sqrt {E \over \rho }}},
где E — модуль упругости, ρ — плотность среды.
Интенсивность или сила звука измеряется потоком звуковой энергии через 1 см2 за 1 сек. Измерение интенсивности звука производят обычно в закрытых помещениях. При этом измеряют поглощение звука различными поверхностями, то есть определяют отношение поглощенной звуковой энергии к падающей. Для закрытых помещений существенное значение имеет измерение времени отзвука, то есть времени, в течение которого интенсивность звука уменьшается до порога слышимости.
Акустическая качество помещений характеризуется временем, в течение которого интенсивность звука уменьшается на 60 дБ (реверберация). Важное значение имеет измерение интенсивности ультразвука, при которой начинается явление кавитации. Высота и тембр звука определяются с помощью различных резонаторов, изготовленных для определенных частот. Лучшими являются шаровые резонаторы Гельмгольца.